# Auguste Velghe
Pour les articles homonymes, voir Velghe.
Auguste Velghe, né à Courtrai, le 5 mars 1831 et mort dans la même ville le 30 juillet 1912, est un peintre belge connu pour ses natures mortes représentant des fruits et des fleurs.
Il expose régulièrement aux Salons triennaux en Belgique.
Ses œuvres sont conservées au Musée Broel à Courtrai, jusqu'à la fermeture de l'institution en 2014.

## Biographie

### Famille
Auguste (Augustus Henricus) Velghe, né à Courtrai le 5 mars 1831, est le fils de Pierre Constant Velghe (1802-1873), fabricant de siamoises, et de Sophie Caroline Dumonceau (1803), mariés à Courtrai le 29 octobre 1823. Auguste Velghe épouse à Paris Julie Marie Vanderghinste (1831-1889), fille du compositeur Pieter Vanderghinste (1789-1860) et de Constantia Courtens (1798-1868).
Il est le frère des peintres Jean Constant Velghe (1826-1897) et Aimé Velghe (1836-1870), et, par sa sœur Louise Sophie Velghe (1838-1860), le beau-frère du peintre Vincent De Vos. Il est également, par son frère Pierre Corneille Velghe, l'oncle du pilote automobile Alfred Velghe (1870-1904).

### Formation
Sa formation n'est pas documentée.

### Carrière
Après avoir exposé un portrait à Courtrai en 1859, Auguste Velghe présente une peinture de fruits au Salon d'Anvers de 1864. À partir de 1870, il expose régulièrement aux salons triennaux belges jusqu'en 1903, de même qu'à quatre Expositions universelles : Sydney (1879), Melbourne (1880), à Anvers (1885) et à Paris (1889), et reçoit lors de ces manifestations différentes médailles. En 1883, à l'issue de l'Exposition nationale du Venezuela, à Caracas, il est élevé au rang d'officier de l'ordre du Libérateur.
Auguste Velghe meurt, à l'âge de 81 ans à Courtrai, le 30 juillet 1912.

## Œuvre

### Caractéristiques
Son champ pictural couvre essentiellement les natures mortes, représentant des fruits et des fleurs. En 1870, il s'essaye à la représentation animalière en peignant Chevaux dans la neige, puis, l'année suivante, il envoie Chiens saltimbanques et Attelage de chiens, à la manière de Vincent De Vos, au Salon de Gand. Cependant, après ce bref changement dans la thématique, il se confine dans sa spécialité, où se distinguent des œuvres de qualité.
Signe : Aug. Velghe

### Expositions

#### Belgique
- Exposition des beaux-arts de Courtrai en 1859 : un portrait[2].
- Salon d'Anvers de 1864 : Fruits[4].
- Salon d'Anvers de 1870 : Fleurs et fruits et Une cuisine[5].
- Salon de Gand (XXVIIIe) de 1871 : Fleurs et fruits, Chien saltimbanque et Attelage de chiens[6].
- Salon de Bruxelles de 1872 : Fruits au pied d'un arbre[7].
- Salon d'Anvers de 1873 : Fruits près d'une source et Fruits[8].
- Salon de Gand (XXXIe) de 1880 : deux tableaux intitulés Fleurs et fruits[9].
- Exposition universelle de 1885 à Anvers : Raisins et accessoires et Pêches et raisins[2].
- Salon de Gand de 1886 (XXXIIIe) : Pêches et raisins et Poires et raisins[10].
- Salon de Bruxelles de 1887 : Pêches et raisins et Raisins et accessoires[11].
- Salon de Gand (XXXIVe) de 1889 : Raisins et Raisins et accessoires[12].
- Salon de Bruxelles de 1890 : Raisins et accessoires[2].
- Salon d'Anvers de 1891 : Pêches et raisins[13].
- Salon de Gand (XXXVe) de 1892 : Pêches, prunes et raisins et Poires, pommes et raisins[14].
- Salon de Bruxelles de 1893 : Pêches et Raisins et accessoires[15].
- Salon de Bruxelles de 1897 : Pêches dites La Noire de Montreuil et raisins d'Espagne[16].
- Salon d'Anvers de 1898 : Fruits[17].
- Salon de Gand (XXXVIIe) de 1899 : Fruits[18].
- Salon de Bruxelles de 1900 : Pêches, raisins et accessoires[19].
- Salon de Bruxelles de 1903 : Fruits et accessoires[20].

#### France
- Salon de Paris de 1883 : Raisins et accessoires et Pêches et raisins[21].
- Exposition universelle de 1889 à Paris : Pêches et raisins, Poires, pommes et raisins[2].

### Collections muséales
- Musée Broel à Courtrai jusqu'à la fermeture de l'institution en 2014 : Fruits (1874), format 62 × 53 cm, Raisins et accessoires, format 86 × 132 cm (1885) et Pêches noires dites de Montreuil et raisins d'Espagne, format 97 × 81 cm (1883)[2].

## Honneur
- Officier de l'ordre du Libérateur (Venezuela, 1883)